# Elektronski protiukrepi
Elektronski protiukrepi (ang. electronic countermeasure - ECM) je uporaba električnih ali elektronskih naprav za onemogočanje delovanje nasprotnikovega radarja, sonarja, IR senzorja, laserja ali pa drugih naprav za detekcijo. Eden od namenov je tudi otežitev ali prekinitev komuniciranje nasprotniku. Včasih se uporablja tudi termin elektronsko bojevanje. ECM sisteme se lahko uporablja ofenzivno ali pa v obrambi. 
Z uporabo metod elektronskega bojevanja je možno doseči pojav lažnih tarč na nasprotnikovih sistemih zaznavanja, njihovo izginotje, ali napačne informacije o položaju in hitrosti. Velikokrat se uporablja za zaščito pred vodenimi orožji. Take sisteme večinoma uporabljajo letala, pa tudi ladje in tanki. Velikokrat se uporablja s tehnologijo manjše radarske opaznosti - stealth

## Zgodovina elektronskih protiukrepov
Prva uporaba elektronskih protiukrepov je bil v rusko-japonski vojni leta 1904, ko so Rusi z uporabo svojih radiotelegrafskih oddajnikov prekinili brezžična telegrafska sporočila med japonskimi bojnimi ladjami in tako onemogočili koordinirano delovanje. Pozneje v prvi svetovni vojni, so Britanci in Nemci uporablja ECM tehnike in skušali sprejeti sovražnikova sporočila. Podobnih metod so se posluževale vse strani v prvi svetovni vojni, ko so skušale motiti nasprotnikovo komunikacijo, prestreči njihova sporočila, ali pa zavesti nasprotno stran z oddajo lažnih podatkov.
V drugi svetovni vojni so se s pojavom radarja pojavile metode za motenje radarjev, kjer se je prvič pojavila uporaba radarskih vab, z namenom prikazovanja lažnih tarč in skrivanja letal pred radarji.
Obdobje hladne vojne je prineslo tudi napredek pri motenju radarjev, saj so se pojavili raketni protiletalski sistemi, poleg tega pa so se razvijali tudi drugi sistemi, kot so protiukrepi proti elektro-optičnim sistemom (IR, laser), metode za zmanjšanje opaznosti, pa tudi sredstva za uničevanje nasprotnikovih sredstev zaznavanja, kot so protiradarski izstrelki. 
S pojavom podatkovnih omrežij in integriranih sistemov obrambe se je področje elektronskih protiukrepov usmerilo tudi na področja kibernetskega bojevanja. Domneva se, da je Izrael v operaciji Orchard , v kateri je napadel skrivni vojaški kompleks na vzhodu Sirije, uporabil metode kibernetskega bojevanja, s katerimi je onemogočil uspešno zaznavanje izraelskih letal.

### Letala za elektronsko bojevanje
- EC-130H Compass Call
- EA-6B Prowler z ALQ-92 motilnikom komunikacij, ALQ-100, in  ALQ-99
- EA-18G Growler
- EF-111A Raven
- Tornado ECR
- Su-24MP
- Jak-28PP
- Mi-8PP